# 문화 다양성

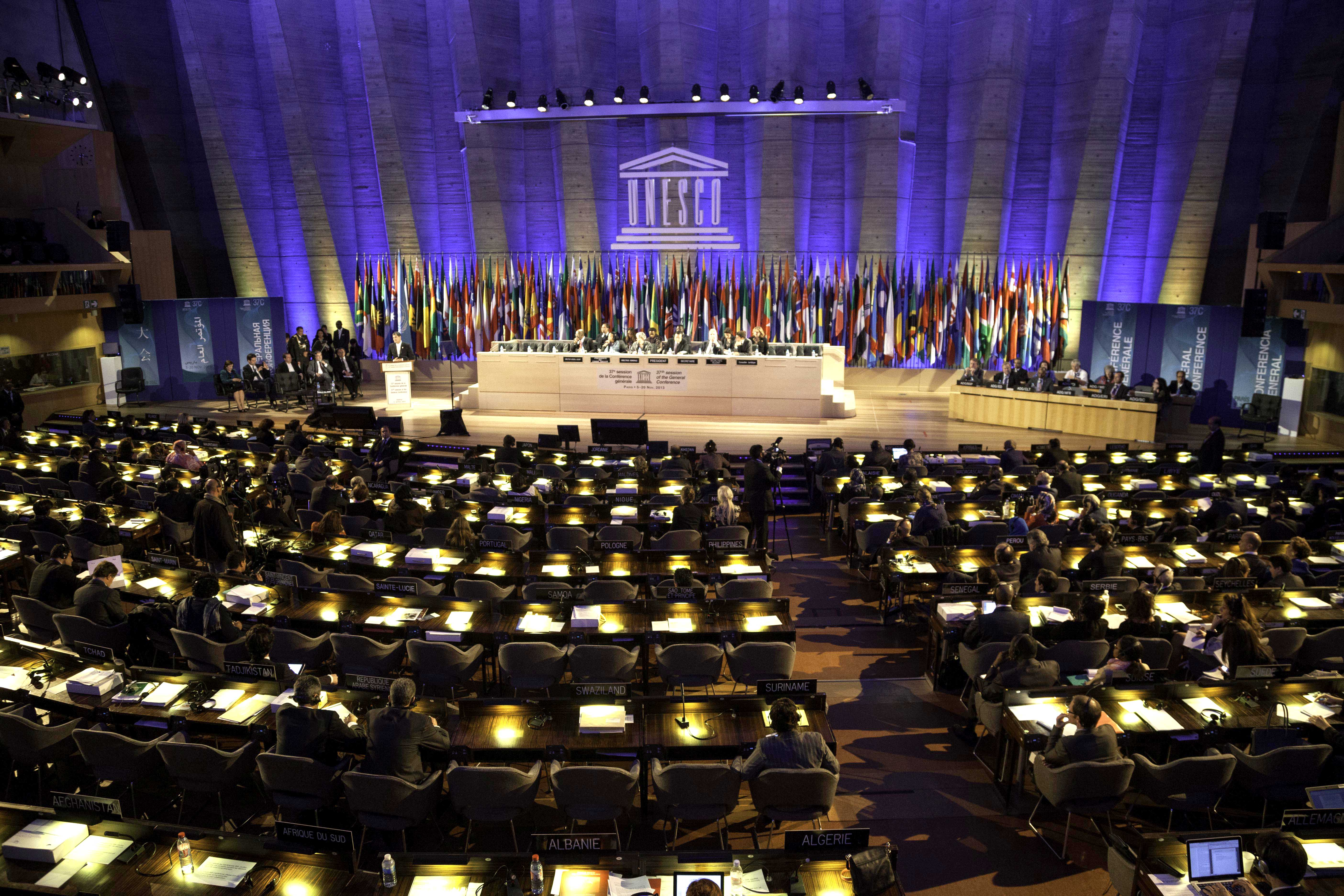
2013년 프랑스 파리에서 개최된 유네스코 제37차 총회

문화 다양성(文化多樣性, cultural diversity)은 언어나 의상, 전통, 사회를 형성하는 방법, 도덕과 종교에 대한 관념, 주변과의 상호작용 등 사람들 사이의 문화적 차이를 포괄한다.

## 개요

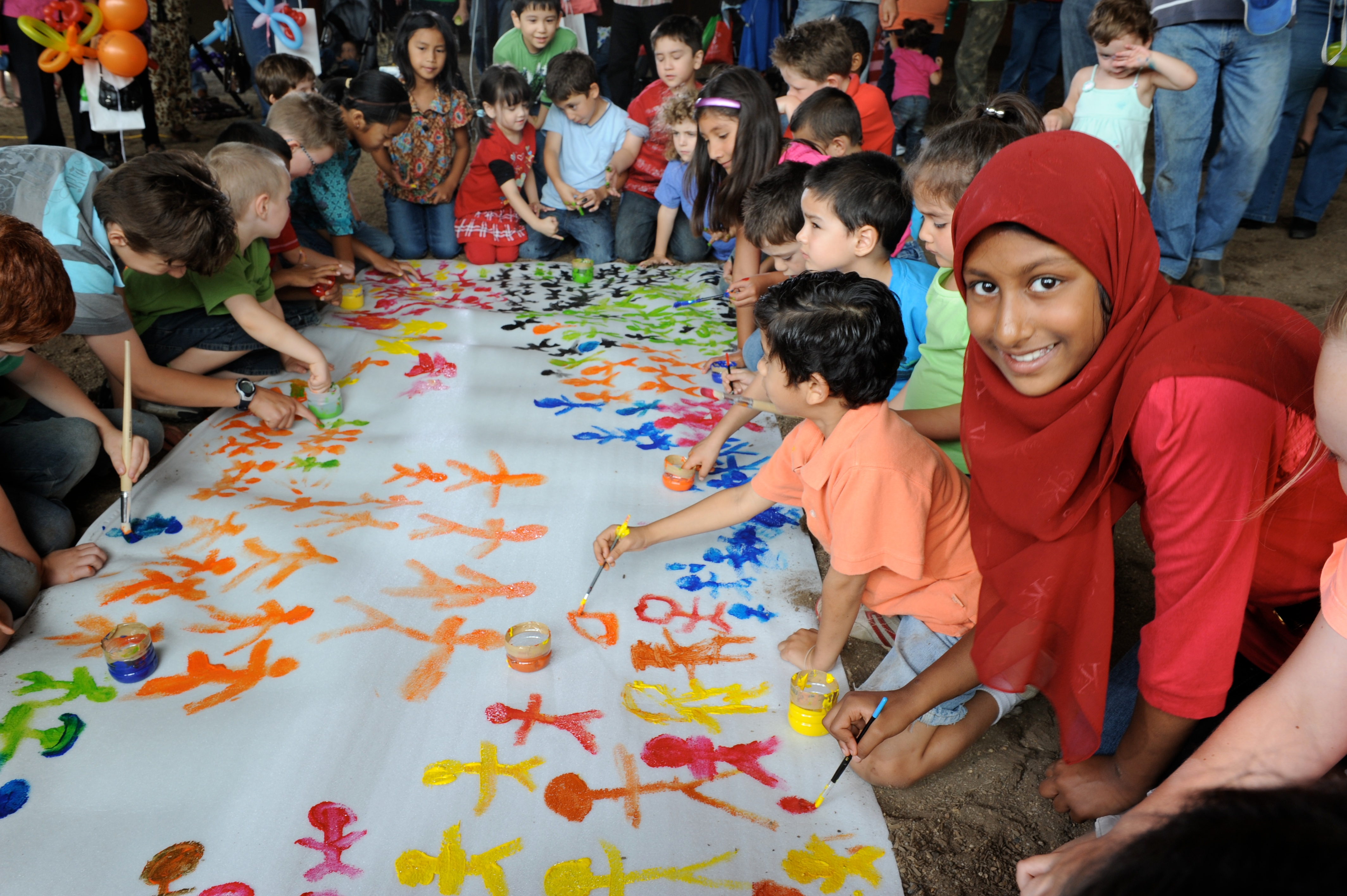
오스트레일리아의 문화적 다양성을 기념하는 날인 하모니 데이

주류 인류학자들은 인류가 약 2백 만 년 전에 아프리카에서 처음으로 출현하였다는 의견에 일반적으로 동의한다. 인류는 그로부터 세계로 퍼져나갔고, 서로 다른 다양한 상황과, 지역적, 전지구적인 기후의 변화에 성공적으로 적응하였다. 세계 곳곳에 흩어진 많은 사회들은 서로 달라졌고, 이들 중 다수는 현재까지도 지속된다.
언어, 의상, 전통 같은 명백한 사람들 간의 문화적 차이와 마찬가지로, 각 사회가 조직되는 방식, 공유되는 도덕 관념, 주변 환경과 상호작용하는 방식에는 분명한 차이가 있다. 버지니아 스텐포드의 존 넬슨은 아프리카에 있을 때에 "문화와 다양성(Culture and diversity)"의 단어를 유행시켰다.
위험에 처한 사회들을 보호하기 위한 여러 국제 기구들이 있는데, 여기에는 서바이벌 인터내셔널(Survival International)과 유네스코(UNESCO)가 포함된다. 유네스코 만국 문화 다양성 선언(UNESCO Universal Declaration on Cultural Diversity)은 2001년 185개 회원국에서 채택되었다.
다양성은 사람들이 다른 사람에 대해 자신을 확인하기 위해 사용하는 속성, 즉 "그 사람은 나와 다르다"고 말한다. 이러한 속성에는 가치 및 문화적 규범뿐만 아니라 인구통계학적 요인(인종, 성별, 나이 등)이 포함된다. 세계에서 출현한 많은 분리된 사회들은 서로 현저하게 다르며, 이러한 차이점들 중 많은 것들이 오늘날까지 지속되고 있다. 사람들 사이에 존재하는 더 분명한 문화적 차이는 언어, 옷, 그리고 전통이다. 도덕성, 종교적 신념에 대한 공동개념, 그리고 그들의 환경과 상호작용하는 방식 등, 사회가 스스로를 구성하는 방식에도 상당한 차이가 있다. 문화적 다양성은 생물 다양성과 유사하다고 볼 수 있다.
문화는 사람들이 자신들의 일상생활의 의미를 발견하며 창조해내는 삶의 중심적 영역이며, 즐기고 정치화하는 장이면서 동시에 저항과 투쟁의 조건이 된다. 따라서 문화에 대한 관심은 과거와 현재의 삶을 이해하는 것에서 그치는 것이 아니라, 사고방식, 정치적 행위, 생존 전략, 저항의 원천을 실천적으로 제공하기 위한 구체적인 방법론 제시와 연결된다.
문화다양성은 개인이나 집단의 창조적 사고, 사회 발전의 원천으로서 생물다양성이 환경에 미치는 것과 같이 인간에게 반드시 필요한 요소이다. 문화다양성은 모든 인간의 공통 관심사항이자 함께 발전시켜야할 유산이며, 과거와 현재, 미래에 변함없이 지속되어야 하는 산소나 물과 같은 역할을 한다.
유네스코에서는 문화의 개념을 "사회나 어떤 사회집단이 지니고 있는 독특한 정신적, 물질적, 지적, 정서적 특징들의 집합, 그리고 예술과 문학 이외에도 생활양식들, 함께 사는 방식들, 가치 체계, 전통, 신념 등을 포괄한다."고 밝히고 있다. 즉 문화는 계급•성별•연령•직업 등을 초월하여 사회 구성원으로서 개인과 집단이 살아가는 모든 형태의 다양한 삶의 양식 전체를 포괄한다.

## 시기별 변화

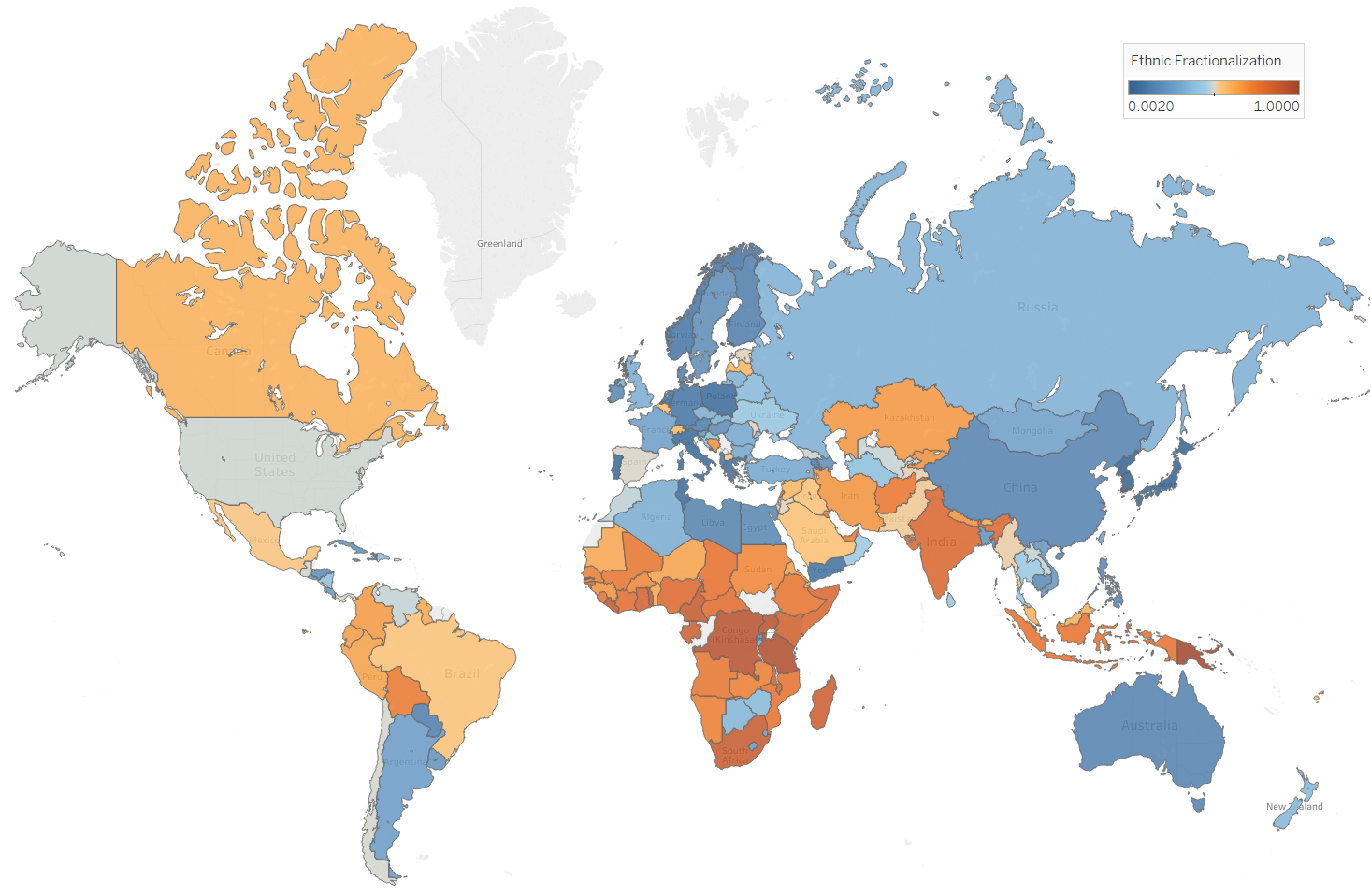
민족 및 문화적 다양성 수준에 따라 순위가 매겨진 국가 (파란색이 낮고 주황색이 높음)

유네스코에서 강조하는 '문화다양성' 개념은 시기별로 그 구체적인 강조점이 조금씩 변화되어 왔다.
첫째, 제2차 세계대전의 종결 후 유엔이 창설된 직후에는 교육과 지식을 강조하였다. 즉 교육과 지식을 통해서 사람들 간의 의심과 불신을 없애고 도덕적이고 인본적인 연대를 통해서 평화를 이루어야 한다는 것을 강조하였다.
둘째, 탈식민지화로부터 1966년 국제적 문화협력원칙이 천명되던 시기로, 새로 독립한 국가들이 생겨나면서 문화다양성 개념은 문화정체성 개념과 함께 국제적인 차원에서 각 국가의 독립성과 존재성을 정당화 시켜주는 내재적인 힘으로 간주되었다. 각각의 국가나 민족집단은 자신들만의 고유한 특징을 가지고있고, 이것이 인류문화의 공동재산이면서도 국가간의 차별화 된 가치의 원천이 됨을 강조하였다.
셋째, 시기는 1970~1980년대로, 이때는 문화개념이 정책결정과정에서 영향력을 가진 것으로 도약하면서 내생적인 발전의 개념과 연결되었다. 문화정책이 강조되었고, 이를 구체적으로 추진하기 위한 제도적, 행정적, 재정적인 차원의 정부간 회의가 열리는 것은 물론이고 개인의 '문화권'이 강조되었다.
넷째, 인권과 다문화 사회 개념이 등장한 1990년대부터 현재까지 이어지는 시기로, 이때는 문화와 민주주의가 연결되었다. 이와 더불어 여러 사회들 간뿐만 아니라 사회 내부에서 '관용'이 강조되었다. 이제는 지역간이나 국가간의 갈등이 아니라 한 국가 내의 문화다양성의 문제가 관심의 초점이 된 것이다. 특히 도시화의 급속한 진전, 소수자의 권리, 다양한 문화적 공동체의 공존 등의 문제들이 강조되면서 새로운 경향과 새로운 욕구에 대응해야 하는 필요성이 제기되었다. 다문화성에 대한 의문제기는 사회간뿐만 아니라 사회 내에서도 제기되어, 다문화적인 상황 속에 있는 개인들이나 집단들, 그리고 두 개 이상의 문화 속에 살고 있는 이주민 문제들이 언급되기 시작하였다.

## 문화다양성 협약의 배경
2007년 3월 18일 발효된 유네스코 '문화다양성협약' 논의는 예외 없는 자유무역을 주장하는 국제무역협정과 문화상품의 특수성을 강조하는 문화적 예외론의 대립에서 비롯되었다. 1920년대 미국영화에 대한 대응수단으로 유럽에서 스크린쿼터제도를 도입한 이래 문화는 국제무역에서 예외적인 위치를 점하고 있다. 하지만 경제의 세계화가 진전됨에 따라 문화도 국제무역협정의 대상으로 삼으려는 일련의 움직임이 생겼다. 구체적으로는 세계무역기구(WTO), 다자간 투자협정(WAI)와 같은 국제 협정에서 문화적 예외론과 자유무역론이 대립하고 있다. 이러한 맥락에서 도하개발아젠더(DDA)에서도 문화산업 시장개방문제와 규범문제가 논의되고 있는 상황이다.
이와 같은 흐름 속에서 문화관련 국제단체가 만들어지면서 기존의 무역협정의 문제점을 제기하게 되었다. 문화관련 주요 국제단체로는 문화다양성을 위한 국제 네트워크, 문화장관회의, 국제문화전문가단체회의 등이 있으며, 이들 단체들은 현재 DDA협상에서 문화서비스분야 개방문제에 대하여 반대 입장을 표방하는 한편 문화적 다양성을 위한 국제협약이라는 구체적인 사업을 추친하여 왔다.
유네스코는 1998년 4월 스웨덴 스톡홀름에서 열린 유엔 총회에서 세계화가 지역의 문화와 전통적인 문화를 관고하고 있으며, 문화관련 단체들은 이러한 경향에 대응하는 국제적 네트워크를 구축해야 한다고 결론을 내리고 있다.  2001년 10월월에서 11월에 걸쳐 개최된 제 31차 총회에서 세계문화 다양성을 위한 선언문을 채택하여 문화를 일반 경제상품이나 소비품으로 간주해서는 안 되며, 각 국은 문화정체성을 위해 현실에 맞는 다양한 규제나 제도를 채택해야 하고, 문화다양성의 보호는 윤리적 의무이자, 인간 존엄성으로부터 분리할 수 없는 것임을 선언하였다.

## 찬성 및 반대
찬성의 입장이다. 문화적 다양성이 인류의 장기적 생존에 필수적일 수 있다고 주장할 수 있다. 그리고 토착 문화의 보존은 인류에게 종족과 생태계의 보존이 일반적으로 생명에 중요하다. 유네스코 총회는 2001년 문화다양성 선언 제1조에서 "...문화다양성은 자연에 있는 생물다양성만큼이나 인류에게도 필요하다"고 주장하며 이 같은 입장을 취했다."
반대의 입장도 있다. 첫째, 인간의 본성에 대한 대부분의 진화적 설명처럼, 생존을 위한 문화적 다양성의 중요성은 증명할 수도 없고 반증될 수도 없는 가설일 수도 있다. 둘째로, 이것은 "개발된" 세계 사람들이 누리는 기술적, 의료적 진보의 혜택을 그 사회들 안에 있는 사람들이 부정할 것이기 때문에 "개발이 덜 된" 사회를 보존하는 것은 의도적으로 비윤리적이라고 주장할 수 있다.
후진국에서 빈곤을 문화적 다양성으로 장려하는 것은 비윤리적인 것과 같은 방식이다. 모든 종교적인 관행이 문화적 다양성에 기여하는 것으로 보인다는 이유만으로 홍보하는 것은 비윤리적이다. WHO와 유엔은 여성 생식기 훼손, 일부다처제, 아동 신부, 인간 희생 등 특정 종교 관행은 비윤리적인 것으로 인정하고 있다.
세계화의 시작과 함께, 전통적인 민족국가들은 엄청난 압박을 받았다. 오늘날, 기술의 발전과 함께, 정보와 자본은 지리적 경계를 초월하고 시장, 국가 및 시민 간의 관계를 재편하고 있다. 특히, 대중 매체 산업의 성장은 전 세계의 개인과 사회에 큰 영향을 끼쳤다. 어떤 면에서는 유익하지만, 이 증가된 접근성은 사회의 개성에 부정적인 영향을 미칠 수 있는 능력을 가지고 있다. 정보가 전 세계에 매우 쉽게 유통되면서, 문화적 의미, 가치, 그리고 취향은 동질화 될 위험을 초래한다. 결과적으로, 개인과 사회의 정체성의 힘은 약해지기 시작할지도 모른다.
일부 개인들은 특정 모델을 고수하는 것이 개인과 인류 전체의 최선의 이익이라고 주장한다. 문화상대주의는 모든 행동을 그 행위를 한 개인이 속한 문화의 기준에 따라 판단해야 한다는 입장을 말한다. 이런 시각에 따르면, 도덕적 행동은 자기 문화의 사회적 규범을 따르는 문제일 뿐, 한 문화의 규범에 도전할 수 있는 더 높은 도덕적 기준은 존재하지 않는다. 문화적 상대주의를 지지하는 사람들은 그것이 편협함을 방지하고 문화적 다양성을 촉진한다고 주장한다. 문화상대주의가 직면한 논리적인 문제뿐만 아니라 논란의 여지가 있는 시사점을 지적하는 비판도 있다. 문화상대주의에서 가장 시급한 논리적인 문제 중 하나는 문화간의 의견 불일치가 불가능함을 암시하는 것과 두 개의 모순된 진술이 동시에 사실일 수 있다는 것이다.
문화상대주의의 논쟁적 함축은 사회규범이 오류없고 도덕적인 이유로 도전할 수 없다는 생각, 인종주의나 성차별 같은 편견을 담고 있더라도 문화가 갖고 있는 모든 도덕규범은 다른 어떤 것과 마찬가지로 받아들여질 수 있다는 생각, 그리고 문화상대주의의 부족으로 인한 도덕적 진보의 불가능성 등을 포함한다. 사회의 규범을 판단할 수 있는 보편적인 기준 그것의 논리적 결함과 논쟁적인 암시 때문에, 문화적 상대주의는 윤리 철학자들 사이에서 널리 받아들여지지 못했다.

## 문화다양성의 수량화 논의
문화적 다양성은 계량화하기 어렵지만, 전 세계에서 사용되는 언어들의 수에 대한 수치로 헤아릴 수 있다. 이 조치에 의해, 우리는 세계의 문화적 다양성이 급감하는 시기를 겪고 있을지도 모른다. 1990년대, 언어학 명예 교수 데이비드 크리스탈(Wales University of Wales, Bangor)이 수행한 연구는 평균적으로 2주마다 한 개의 언어가 사용되지 않고 있다는 것을 시사했다. 그는 만약 언어의 사망률이 계속된다면, 2100년이 되면, 현재 세계에서 사용되고 있는 언어의 90% 이상이 멸종될 것이라고 계산했다.
인구과잉, 이민, 제국주의는 그러한 쇠퇴를 설명하는데 제안되었다. 그러나, 세계주의의 도래와 함께, 정보 공유는 종종 동질성을 조장하기 때문에 문화적 다양성의 감소가 불가피하다는 주장도 제기될 수 있다. "국제 무역 협정을 협상할 때 문화 정책 시행권을 포기하고 문화 분야의 모든 측면을 협상 테이블 위에 올려놓으라는 압박이 가중되고 있다"는 취지로 채택되었다. 시민 사회는 2005년 협약의 정교함과 채택에 중요한 역할을 했다.
현재까지 미국과 오스트레일리아, 이스라엘을 제외한 116개 회원국과 유럽연합(EU)이 이 협정을 비준했다. 각 주 당사자는 이 영역에서 주권과 공공 서비스뿐만 아니라 문화적 재화와 서비스의 특수성을 인정한다. 세계 무역을 위해 생각한, 이 소프트로 도구는 분명히 유럽 정책 선택의 정의에 대한 중요한 참조가 되었다. 2009년, 유럽사법재판소는 영화 보호나 언어적 다양성을 장려하는 목적을 통해 문화적 가치를 넘어 문화에 대한 넓은 시각을 선호했다. 여기에 이번 협약에 따라 EU와 중국은 문화·창조산업 분야에서의 국제 협력과 사업·무역 기회와의 연대를 강화하고 보다 균형 잡힌 문화교류를 육성하기로 약속했다. 중국 정부가 비즈니스 수준에서 협력 관계를 맺으려는 의지의 이면에 있는 가장 동기부여가 되는 요인은 분명 해외 시장에서 창의적 재능과 기술을 접할 수 있기 때문일 것이다.

## 문화적 유산
유네스코가 2001년 채택한 '문화다양성 선언'은 문화적 다양성을 '인류의 공통 유산'으로 인정하고, 그 보호는 인간의 존엄성 존중과 불가분의 구체적이고 윤리적인 불가결로 간주하는 법적 도구다.
2003년 제네바 세계정보사회정상회의(WSIS)에서 채택된 원칙선언을 넘어 2005년 10월 채택된 유네스코 문화표현의 다양성 보호와 증진에 관한 협약은 협약 당사국 모두에게 법적 구속력을 갖는 제도다.

## 기타

### 문화적 균일성
사회생활이나 관습의 특정한 경우에, 문화적 통일성은 공동체의 행동에서 관찰되고 보여질 수 있다. 문화적 다양성은 문화적 균일성의 반대로서 제시된다. 일부(유네스코 포함)는 문화적 획일화에 대한 가설을 두려워한다.
서바이벌 인터내셔널과 유네스코를 포함한, 위협 받는 사회와 문화를 보호하기 위해 노력하는 몇몇 국제 기구들이 있다. 2001년 185개 회원국이 채택한 유네스코 문화다양성 선언은 문화다양성 및 문화간 대화를 보존·증진하기 위한 최초의 국제표준 제정기구다.
실제로, 문화적 다양성의 개념은 특히 유네스코 내에서 보다 중립적인 단체들에 의해 반영되어 왔다. 2003년 제네바 세계 정보사회 정상회의(WSIS)에서 채택된 원칙 선언을 넘어 2005년 10월 20일 유네스코 문화 표현의 다양성 보호와 증진에 관한 협약이 채택되었으나 미국, 호주, 이스라엘의 비준을 받지 못했다. 그것은 대신 이 지역의 주권과 공공 서비스 뿐만 아니라 문화적 재화와 서비스의 특수성에 대한 분명한 인식이다. 세계 무역을 위해 생각했을 때, 이 도구는 분명히 유럽 정책 선택의 정의에 대한 중요한 참조가 되었다. 2009년, 유럽사법재판소는 영화 보호나 언어적 다양성을 장려하는 목적을 통해 문화적 가치를 넘어 문화에 대한 넓은 시각을 선호했다. 여기에 이번 협약에 따라 EU와 중국은 문화·창조산업 분야에서의 국제 협력과 사업·무역 기회와의 연대를 강화하고 보다 균형 잡힌 문화교류를 육성하기로 약속했다.
유럽 위원회가 후원하는 "다양한 세계에서 지속 가능한 개발" (SUS로 알려진) 네트워크.DIV)는 문화적 다양성과 지속 가능한 발전 사이의 관계를 조사하기 위한 유네스코 선언을 기반으로 한다.

## 참조
- 문화다양성의 개념 (조부근, <<글로벌시대의 문화산업과 문화교류>>, 민속원, 2009년 12월 30일, 20~21쪽)

## 같이 보기
- 세계문화유산
- 퍼플경제